# محطة طاقة إكستر
محطة طاقة إكستر (بالإنجليزية: Exeter Power Station)‏ (المعروفة أيضًا باسم محطة طاقة هافين رود (بالإنجليزية: Haven Road Power Station)‏) هي محطة طاقة وقود أحفوري على ضفاف نهر إكسي في مدينة إكستر بإنجلترا.

## التاريخ
زاد الطلب على الكهرباء في إكستر مع إطلاق نظام الترام الكهربائي. كانت محطة إكستر للكهرباء الموجودة على نيو نورس رواد (بالإنجليزية: New North Road)‏ بحاجة إلى استبدالها. في عام 1899، اقترح بناء محطة توليد كهرومائية في تريوس وير (بالإنجليزية: Trews Weir)‏، ولكن كان هناك خوف من أن يؤثر هذا على قناة السفن في إكستر وتم تأجيل الخطط. بدلاً من ذلك، تم بناء محطة توليد الكهرباء التي تعمل بالفحم على مساحة مربعة تبلغ 150 قدمًا (46 مترًا) في هافين بانكس (بالإنجليزية: Haven Banks)‏.
تم بناء المحطة من قبل ويليام بريلي في إكستر. كانت مبنية من الطوب وتحتوي على غرفة للغلايات وغرفة للمحركات ومكاتب وملحق للموفرات، ومدخنة طولها 155 قدمًا (47 مترًا) في طرف واحد. كانت غرفة الغلايات بمقاس 102 قدمًا (31 مترًا) × 55 قدمًا (17 مترًا) ومبطنة بالطوب الزجاجي وتحتوي على أرضية من الرخام الترازو. بيليس وموركوم قانو بتزويد الغلايات والمحركات البخارية.
قامت شركة ويستنجهاوس البريطانية للتصنيع الكهربائي بتركيب معدات التوليد. تم تصميم معدات تغذية الفحم والحديد الإضافي من قبل Willey's، وتوفير التوصيلات الكهربائية من المحطة إلى جميع أنحاء المدينة من قبل شركة الأخوان سيمنز في لندن.
في البداية، استخدمت المحطة الغلايات ومعدات التوليد القديمة لمحطة توليد الكهرباء في نيو نورس رواد، بالإضافة إلى أربعة أجهزة توليد جديدة تعمل بالبخار. بعد إزالة المعدات، باعت الشركة الكهربائية محطة نيو نورس رواد في عام 1906. تم افتتاح محطة هافين رواد (بالإنجليزية: Haven Road)‏ للطاقة في عام 1905 من قبل رئيس البلدية سيد بيري.